# Lowell Wood
Lowell Lincoln Wood Jr. (nacido en 1941) es un astrofísico americano involucrado con la Iniciativa de Defensa Estratégica y con los estudios de geoingeniería. Ha sido afiliado con Lawrence Livermore Laboratorio Nacional y el Hoover Institution, además, presidió la Comisión EMP. Wood pasó a Thomas Alva Edison el 30 de junio de 2015, convirtiéndose así, en el inventor más prolífico de todos los tiempos de los Estados Unidos, basado en el número de patentes de utilidad emitidas a la fecha.
Wood obtuvo un doctorado en geofísica de la Universidad de California, en Los Ángeles, en 1965 para una tesis titulada Procesos hipertermales en la atmósfera solar. Actualmente trabaja para Intellectual Ventures.

## Posición política
Wood se reúne y consulta con los think tanks mundiales sobre el calentamiento global. Ha sugerido medidas anti-calentamiento global, tales como, espejos espaciales, secuestro de carbono en el océano, aerosoles estratosféricos de sulfato y reactores nucleares super eficientes. A través de Intellectual Ventures, consulta a Bill Gates y a la Fundación Bill & Melinda Gates en apoyo de su programa de vacunación global y otros proyectos humanitarios.